# 刘同昇
刘同昇（？—8世纪），唐朝沛国人。
开元年间，官至侍御史。二十八年（740年），礼部尚书杜暹病亡，太常谥曰“贞肃”，时刘同昇任右司员外郎，与都官员外郎韦廉认为杜暹有忠孝之美，谥号不能彰显其行，建议驳回。最后杜暹谥号被重拟为“贞孝”。
天宝元年（742年），授朝散大夫、户部郎中。同年，作《大唐圣祖元元皇帝灵应碑颂》。其他作品有《对大夫祭判》《对不供夷盘判》。
刘同昇的母亲是颜允南的从祖姑母。刘、颜两人齐名，长大后交好，颜允南曾写信给刘同昇，中书舍人孙逖见后惊叹道：“古人之作。”
天宝三载（744年）二月，刘同昇在晋陵郡（常州）太守任上与河南尹裴敦复、南海郡太守刘巨鳞征讨海贼吴令光。闰二月，吴令光伏诛。天宝五载（746年）刘同昇仍在晋陵郡太守兼江南采访处置漳潮等六郡经略使任上，任内任颜允南为江南经略判官。又曾兼江东道采访使。
刘同昇曾瞻仰润州鹤林寺径山大师。天宝十一载（752年），径山大师圆寂。李华作《润州鹤林寺故径山大师碑铭》，提到“故采访使常州刺史刘同昇”，可见刘同昇已故。先前约天宝六载（747年），晋陵郡太守已为林洋，未详刘同昇因何去职，是否卒于任上。